# Rhodos (Regionalbezirk)
Der Regionalbezirk Rhodos (griechisch Περιφερειακή Ενότητα Ρόδου Periferiakí Enótita Ródou) ist einer von 13 Regionalbezirken der griechischen Region Südliche Ägäis. Er wurde anlässlich der Verwaltungsreform 2010 aus den bis dahin zehn Gemeinden der Insel Rhodos und vier weiteren Inselgemeinden der ehemaligen Präfektur Dodekanes gebildet und entspricht exakt dem Gebiet der ehemaligen Provinz Rhodos, die bis 1997 bestand. Proportional zu seinen 129.521 Einwohnern entsendet das Gebiet Abgeordnete in den Regionalrat, hat aber keine weitere politische Bedeutung als Gebietskörperschaft. Es gliedert sich heute in die fünf Inseln und Gemeinden Chalki, Megisti, Rhodos, Symi und Tilos.